# بيتر دونكان (مخرج)
بيتر دونكان (بالإنجليزية: Peter Duncan)‏ هو كاتب سيناريو ومخرج أسترالي، ولد في 8 سبتمبر 1964 في سيدني في أستراليا.

## وصلات خارجية
- بيتر دونكان على موقع IMDb (الإنجليزية)
- بيتر دونكان على موقع ألو سيني (الفرنسية)
- بيتر دونكان على موقع أول موفي (الإنجليزية)
- بيتر دونكان على موقع أول موفي (الإنجليزية)
- بيتر دونكان على موقع قاعدة بيانات الأفلام السويدية (السويدية)
- بيتر دونكان على موقع قاعدة بيانات الفيلم (الإنجليزية)
- بيتر دونكان على موقع كينوبويسك (الروسية)